# Giovanni Corrieri
Giovanni Corrieri (Messina, 7 de febrer de 1920 - Prato, 22 de gener de 2017) va ser un ciclista italià que fou professional entre el 1944 i 1957. Durant aquests anys aconseguirà 15 victòries, 7 en etapes del Giro d'Itàlia i 3 al Tour de França.

## Palmarès
- 1945
  - 1r al Giro de la Província de Reggio de Calàbria i vencedor d'una etapa
- 1947
  - Vencedor d'una etapa al Giro d'Itàlia
- 1948
  - Vencedor de 2 etapes al Tour de França
- 1949
  - Vencedor de 2 etapes al Giro d'Itàlia
- 1950
  - Vencedor d'una etapa al Tour de França
- 1951
  - Vencedor d'una etapa al Giro d'Itàlia
  - Vencecor d'una etapa de la Volta a Alemanya
- 1952
  - 1r de la Sàsser-Cagliari
  - Vencedor d'una etapa al Gran Premi del Mediterrani
- 1953
  - Vencedor d'una etapa al Giro d'Itàlia
- 1954
  - Vencedor d'una etapa al Giro d'Itàlia
- 1955
  - Vencedor d'una etapa al Giro d'Itàlia

### Resultats al Giro d'Itàlia
- 1946. Abandona
- 1947. 11è de la classificació general. Vencedor d'una etapa
- 1948. Abandona
- 1949. 32è de la classificació general. Vencedor de 2 etapes
- 1950. 67è de la classificació general
- 1951. 59è de la classificació general. Vencedor d'una etapa
- 1952. 17è de la classificació general
- 1953. Abandona. Vencedor d'una etapa
- 1954. 33è de la classificació general. Vencedor d'una etapa
- 1955. 77è de la classificació general. Vencedor d'una etapa

### Resultats al Tour de França
- 1947. Abandona (10a etapa)
- 1948. 29è de la classificació general i vencedor de 2 etapes
- 1949. 52è de la classificació general
- 1950. Abandona (12a etapa) i vencedor d'una etapa
- 1952. 46è de la classificació general
- 1953. 56è de la classificació general